# Pekunden (Banyumas)
Pekunden is een bestuurslaag in het regentschap Banyumas van de provincie Midden-Java, Indonesië. Pekunden telt 2867 inwoners (volkstelling 2010).